# Nissan Concept 2020 Vision Gran Turismo
La Nissan Concept 2020 Vision Gran Turismo est un concept car virtuel développé par le constructeur automobile japonais Nissan pour le jeu vidéo Gran Turismo 6. Présenté en 2014, ce véhicule incarne la vision futuriste de la marque en matière de design et de performance.

## Historique
Le projet a débuté comme une initiative de jeunes designers du studio Nissan Design Europe, basé à Londres, qui ont eu carte blanche pour imaginer la supercar idéale pour leur garage virtuel dans Gran Turismo. Le concept a ensuite attiré l'attention des ingénieurs du Nissan Technical Center au Japon, qui ont soumis la conception à des techniques de simulation et d'évaluation.
Une maquette à l'échelle réelle du concept a été dévoilée lors du festival de vitesse de Goodwood en 2014, offrant au public une première vision tangible de ce véhicule futuriste.

## Performances techniques
Le design de la Nissan Concept 2020 Vision Gran Turismo se distingue par des lignes acérées et une aérodynamique avancée, reflétant une évolution potentielle du design des futures GT-R. Le véhicule présente une configuration 2+2, avec un moteur V6 bi-turbo et un système de transmission intégrale, caractéristiques emblématiques des modèles sportifs de Nissan.